# انبثاق روحي (مهير بابا)
بالنسبة للمعلم الروحي الهندي مهير بابا، فإن الانبثاق الروحي هو الطريق الداخلي للروح البشرية إلى الذات. قال تشارلز هاينز، في وصفه لمفهوم مهير بابا عن الانبثاق الروحي، أن: «الانطباعات القديمة والجديدة للفرد، تخلقان حجابًا عن الوعي، ثم تتلاشى الأحجبة تدريجياً مع كل مرحلة تطورية، وتكشفان عن تجربة أكثر وضوحًا للرب، أي، أن الروح تكون على استعداد لبدء المرحلة الثالثة من الرحلة الداخلية، والتي يمكن النظر إليها باعتبارها» الصعود«مرة أخرى إلى الله.» 

## نظرة عامة
يذكر مهير بابا أن التطور هو جمع الروح للوعي الكامل، التناسخ هو حالة محاصرة الناس العاديين في الكارما، والانبثاق هي رحلة داخلية روحية إلى أصل الفرد من خلال الارتفاع في مستويات وعيه. وفقا لمهير بابا، هناك سبع مستويات داخلية للوعي تتجاوز حالة التجربة الإنسانية العادية. وعيه العادي الذي يطلق عليه «الوعي الجسيم» وهو بالكامل من العالم المادي الإجمالي. المستويات من واحد إلى أربعة هي من العالم الخفي (بران ، أو طاقة)؛ المستويين الخامس والسادس هما من العالم العقلي (مانا أو العقل)؛ والمستوى السابع هو الذات.

## العملية
وفقا لمهير بابا، فإن تناسخ الأرواح هي جزء ضروري من عملية تقدم الوعي، لكن الوعي نوعا ما يصل إلى مأزق الشكل البشري بسبب الانطباعات المكتسبة أثناء التطور. يقول مهر بابا إنه يجب وضعها بشكل إنساني من خلال تجربة الأضداد المختلفة في التناسخ قبل أن تبدأ عملية الارتداد. يرجع ذلك إلى تلاشي هذه الانطباعات والوعي بأن المرء في حالة من الجمود بحيث يتحول انتباهه في النهاية إلى الداخل ويبدأ المرء في طريق الانبثاق. ماهر بابا يكتب: